# Bilandu
Bilandu – gaun wikas samiti we wschodniej części Nepalu w strefie Sagarmatha w dystrykcie Okhaldhunga. Według nepalskiego spisu powszechnego z 2001 roku liczył on 453 gospodarstw domowych i 2434 mieszkańców (1266 kobiet i 1168 mężczyzn).